# Shin Dong-yup
Shin Dong-yup (hangul: 신동엽; rr: Sin Dong-yeop; nascido em 17 de fevereiro de 1971), é um comediante e apresentador sul-coreano. Shin se tornou popular após aparecer no programa de variedades Our Happy Saturday da SBS e no sitcom da MBC Guys n Girls.

## Filmografia

### Apresentação
Lista de programas em exibição atualmente
| Ano  | Título                                   | Emissora | Papel                 | Notas |
| ---- | ---------------------------------------- | -------- | --------------------- | ----- |
| 2001 | TV Animal Farm (TV 동물농장)             | SBS TV   | MC                    |       |
| 2011 | Immortal Songs: Singing the Legend       | KBS2     | MC do palco principal |       |
| 2015 | Wednesday Food Talk                      | tvN      | MC                    |       |
| 2016 | My Little Old Boy                        | SBS      | MC                    |       |
| 2018 | DoReMi Market                            | tvN      | Jogador Não-MC        |       |
| 2018 | True Story Exploration Unit (실화탐사대) | MBC TV   | MC                    |       |
| 2019 | Romance Coach (밝히는 연애코치)          | Lifetime | MC                    |       |
| 2019 | Problematic Boss (문제적 보스)           | tvN      | MC                    |       |
| 2020 | Love of 7.7 Billion                      | JTBC     | Apresentador          |       |

### Lista de programas extintos
| Ano       | Título                                      | Emissora  | Papel         | Notas |
| --------- | ------------------------------------------- | --------- | ------------- | ----- |
| 1993      | I Like to Laugh (웃으면 좋아요)             | SBS       | MC            |       |
| 1994-2001 | Our Happy Saturday (기쁜 우리 토요일)       | SBS       | MC            |       |
| 1996-99   | Guys n Girls (남자셋 여자셋)                | MBC       | Shin Dong-yup |       |
| 2004      | Shin Dong-yeop's Love's Commissioned Mother | SBS       |               |       |
| 2007-08   | Explorers of the Human Body                 | SBS       |               |       |
| 2008      | Change                                      | SBS       |               |       |
| 2009      | Quiz Prince                                 | MBC       |               |       |
| 2010-19   | Hello Counselor                             | KBS2      | MC            |       |
| 2011      | Kim Yuna's Kiss & Cry                       | SBS       |               |       |
| 2011      | BIGsTORY                                    | SBS       |               |       |
| 2012      | Quiz on Korea                               | KBS       |               |       |
| 2012-13   | Strong Heart                                | SBS       |               |       |
| 2013      | Hwasin: Controller of the Heart             | SBS       |               |       |
| 2013-14   | Gentleman (이영돈·신동엽 젠틀맨)            | Channel A | MC            | [ 1 ] |
| 2013-15   | Witch Hunt                                  | JTBC      |               |       |
| 2014      | Fashion King Korea                          | SBS       |               |       |
| 2016-17   | Tribe of Hip Hop                            | JTBC      |               |       |
| 2016-19   | Life Bar                                    | tvN       | MC            |       |
| 2017      | What Shall We Eat Today?                    | JTBC      |               |       |
| 2017      | Golden Egg                                  | MBN       |               |       |
| 2017-18   | Perfect on Paper                            | JTBC      |               |       |
| 2018      | Big Forest (빅 포레스트)                    | tvN       |               | [ 2 ] |
| 2019      | Studio Vibes                                | tvN       | MC            |       |
| 2019      | The Night of Hate Comments                  | JTBC2     | MC            | [ 3 ] |

### Atuação
Dramas de televisão
| Ano  | Título        | Emissora | Papel     | Notas                                         | Ref   |
| ---- | ------------- | -------- | --------- | --------------------------------------------- | ----- |
| 2015 | The Producers | KBS2     | Ele mesmo | Participação (Ep.3 com Lee Young-Ja e Cultwo) | [ 4 ] |